# Centrale nucleare di Krško
La centrale nucleare di Krško è situata a Krško, in Slovenia. La centrale è stata connessa alla rete il 2 ottobre 1981, entrando in operatività il 15 gennaio 1983; è stata costruita come joint venture dalla Slovenia e dalla Croazia, entrambe parti della Jugoslavia a quel tempo. È dotata di un reattore ad acqua pressurizzata Westinghouse di costruzione canadese da 696 MW elettrici netti contenente 48,7 tonnellate di "combustibile" a base di ossido d'uranio.

## La comproprietà dell'impianto
La compagnia operativa della centrale Nuklearna Elektrarna Krško (NEK) è composseduta dalla compagnia slovena GEN Energija, come parte della compagnia statale Elektro-Slovenija (ELES) e della compagnia statale croata Hrvatska elektroprivreda (HEP).
La centrale nucleare provvede a più di un quarto della elettricità slovena e a circa un quinto di quella croata.
La ragione per cui la centrale è composseduta dai due paesi è che le allora costituenti Repubbliche Federate della Jugoslavia avevano pianificato di costruire due centrali distinte, una in ogni Repubblica, secondo un accordo del 1970, ma il piano fu abbandonato dopo un referendum in Slovenia nel 1987 in seguito anche alle proteste per lo smaltimento dei rifiuti nucleari, smaltiti solo nelle vicinanze della centrale.
Nel 1997, ELES e NEK decisero di suddividere i costi tra ELES e HEP, ma quest'ultima rifiutò di pagare. Nel 1998 il governo sloveno ha nazionalizzato la NEK, chiudendo le forniture di elettricità alla HEP, dato che quest'ultima continuava a non pagare. Nel gennaio 2001, i leader dei due paesi si sono accordati per una gestione comune della centrale nucleare di Krško, per una responsabilità congiunta nella gestione dei rifiuti e per una compensazione dei debiti pregressi.
La gestione congiunta della centrale è perciò cominciata il 1º gennaio 2002, ma in seguito a proteste da parte della popolazione slovena la connessione con la Croazia è stata ristabilita solo nel 2003.

## Futuro dell'impianto
L'impianto aveva una vita operativa prevista di 40 anni. Tuttavia nel 2015 è stata richiesto il prolungamento della vita operativa (LTO Long Term Operation) di altri 20 anni. A seguito della richiesta l'impianto è stato sottoposto a ispezione nell'ottobre 2021 da parte dell'Agenzia Internazionale per l'Energia Atomica (AIEA/IAEA). Nel 2021 sono stati completati una prima serie di lavori di ammodernamento e una seconda serie è prevista per il 2022.
Il 19 giugno 2021 il Ministero delle Infrastrutture ha concesso a GEN Energija il permesso di costruzione di un nuovo reattore JEK 2  da 1100 MWe. Si sono rincorse anche voci di una possibile partecipazione italiana (in particolare della regione Friuli-Venezia Giulia) nella costruzione, proprietà e gestione del nuovo reattore.
L'impianto attualmente conserva i rifiuti nucleari nella piscina di raffreddamento, progettata per contenere i rifiuti dell'intera vita operativa (40 anni). È in corso di costruzione un "deposito asciutto per combustibile esausto" (SFDS Spent Fuel Dry Storage) con completamento previsto nella seconda metà del 2022.

## Evento del 4 giugno 2008
Il 4 giugno 2008, a seguito di una perdita di liquido di raffreddamento, venne avviato lo spegnimento del reattore. Fu riavviato l'8 giugno 2008 dopo la sostituzione di una valvola. L'evento fu una "deviazione non significativa per la sicurezza" (livello 0 nella scala INES dell'IAEA) non un "incidente". Non ha comportato perdita di materiale radioattivo o rischi per la popolazione.
Le autorità slovene notificarono immediatamente l'evento tramite il sistema europeo ECURIE (European Community Urgent Radiological Information Exchange). Poiché la Slovenia segnalò l'evento come "allarme" l'informazione venne immeditatamente trasmessa a tutti i paesi membri della Comunità Europea. Successivamente la Comunità Europea segnalò che l'evento avrebbe dovuto essere segnalato come "informazione" e non come "allarme".

## Pericolosità sismica del sito
Purtroppo si tratta dell'unico sito atomico europeo soggetto a elevata pericolosità sismica... Esattamente sotto l'attuale impianto, nel 1917 si scatenò un terremoto di magnitudo circa 6 (come le scosse de L'Aquila del 2009 e dell'Emilia del 2012)..
Subire un terremoto distruttivo con sorgente proprio al di sotto del sito è particolarmente pericoloso per un edificio complesso, perché la struttura viene fortemente sollecitata da vibrazioni, che arrivano da tutte le direzioni e che si combinano in modi imprevedibili nelle tante strutture e servizi, che costituiscono una centrale. Sulla sicurezza sismica di questa centrale, il Ministero dell’Ambiente e della Tutela del Territorio e del Mare ha dato in parlamento risposte alquanto diverse da quella fornita dal Commissario europeo all’Ambiente in sede di Parlamento Europeo.